# Star Wars
 Poslechnout si článek · info
Star Wars (česky původně též Hvězdné války) je americká multimediální franšíza žánru space opera, vytvořená Georgem Lucasem. Její hlavní částí je devítidílná řada celovečerních filmů, ke které se postupně přidala další díla.
Franšíza vznikla v roce 1977 uvedením prvního filmu Star Wars: Epizoda IV – Nová naděje, který se stal celosvětovým popkulturním fenoménem. V dalších letech jej následovaly sequely Impérium vrací úder (1980) a Návrat Jediů (1983), které společně tvoří původní trilogii. Tzv. prequelová trilogie, která byla vydána na přelomu 20. a 21. století, zahrnuje snímky Skrytá hrozba (1999), Klony útočí (2002) a Pomsta Sithů (2005), a dějově předchází původním třem filmům. Po další přestávce začala vznikat tzv. sequelová trilogie, dějově navazující na původní trilogii. Její první snímek Síla se probouzí byl uveden v roce 2015, následován byl roku 2017 filmem Poslední z Jediů a v roce 2019 závěrečnou epizodou hlavní ságy, snímkem Vzestup Skywalkera. Všech devět vydaných filmů bylo nominováno na Oscary a zaznamenalo značný komerční úspěch. K odvozeným snímkům patří animované Klonové války (2008) a dvojice hraných, tzv. antologických filmů Rogue One (2016) a Solo (2018).
Série Star Wars zahrnuje produkty i v dalších mediálních oblastech, jako jsou romány, televizní seriály, videohry a komiksy, které společně významně rozšiřují celý fikční svět.
Původním distributorem filmů, které produkovala společnost Lucasfilm (vlastněná Lucasem), bylo studio 20th Century Fox. V roce 2012 byl Lucasfilm odkoupen mediálním konglomerátem The Walt Disney Company, pod jehož vedením začala vznikat tzv. sequelová trilogie. Součástí obchodu se stal i převod práv na filmovou ságu.

## Děj
Celé dílo představuje konflikt mezi řádem Jedi a Sithy, jejichž přívrženci mají schopnost ovládat vesmírnou Sílu. Celá původní hexalogie popisuje životní příběh Anakina Skywalkera (Dartha Vadera), který se z rytíře Jedi stane učedníkem temné strany Síly. Vedle toho stojí snažení Dartha Sidiouse, antagonisty, který chce ovládnout galaxii. Kromě hlavní linie má děj mnoho zápletek, chvíle napětí, humor, mezilidské vztahy, vesmírné bitvy a další ingredience space opery.
Symbolem ságy jsou souboje se světelnými meči, které George Lucas vymyslel.
Chronologicky první díl sleduje padawana (učedníka) Obi-Wana Kenobiho a jeho mistra Qui-Gon Jinna, kteří jsou vysláni na diplomatickou misi s Obchodní federací. Během mise se je však Obchodní federace pokusí, na rozkaz tajemné postavy v kápi, zabít pomocí plynu a následně bojových droidů. Jediům se podaří utéct na palubě jedné z invazních lodí, která má spolu s celou flotilou namířeno na Naboo. Na povrchu této planety zachrání Qui-Gon nemotorného Jar Jara Binkse, příslušníka rasy Gunganů. Trojice se vydá do hlavního města, kde zachrání královnu Padmé. Při útěku z Naboo je jejich loď poškozená a musí přistát na nevýznamné písečné planetě Tatooine. Jediný obchodník, který má potřebné díly, odmítá nabízené republikové kredity, a tak uzavře s Qui-Gonem sázku; pokud obchodníkův otrok Anakin Skywalker vyhraje nadcházející závody kluzáků, získá hoch svobodu a posádka potřebné díly. Anakin po mnoha zvratech závod vyhraje. Těsně před jejich odletem jsou napadeni Darth Maulem, učedníkem záhadného Dartha Sidiouse. Anakin je velmi citlivý na Sílu, a tak ho Jinn předvede před radu Jediů na Corusantu, avšak ta ho považuje za příliš starého na výcvik. Padawané jsou cvičeni již od velmi útlého věku, aby nebyli ovlivněni negativními emocemi, které vedou k přechodu na temnou stranu Síly, a aby nebyli vázáni na rodinu. Padmé je frustrovaná zkorumpovaností senátu a tak se hodlá vrátit na svou rodnou planetu a krizi vyřešit osobně. Podaří se jí vyjednat alianci s Gungany. Gungani vylákají většinu droidí armády mimo královský palác, kde svedou bitvu. Zbytek skupiny, vedený Padmé Amidalou, infiltruje palác, kde jsou konfrontováni Maulem. Skupina se rozdělí. Piloti nastoupí do stíhaček a pokusí se zničit orbitální základnu, která řídí droidy. Obi-Wan a Qui-Gon se utkají s Maulem, mezitím, co se Anakin schová v jedné ze stíhaček. Padmé a její vojáci se vydávají napříč palácem, aby zatkli vůdce federace, což se jim podaří. Anakin zničí orbitální základnu, čímž zneškodní všechny droidy. Mezitím Maul zasadí Jinnovi smrtící ránu. Cítí se neporazitelný, čehož využije Kenobi a rozsekne ho v pase. Sithský učedník je poté mylně považován za mrtvého. Qui-Gonovo poslední přání před smrtí je, aby Obi-Wan trénoval Anakina. Rada Jediů jeho přání respektuje a umožní mladému Skywalkerovi vstoupit do řádu. Na konci se dozvídáme, že vždy může být pouze jeden sithský mistr a jeho učedník. Toto pravidlo vzniklo, protože Sithové lační po moci, a tak se často spolčilo více slabších Sithů proti jednomu mocnějšímu. Celý řád tak byl oslabován a nebyl jednotný.
Druhý díl se odehrává 10 let po předešlém. V galaktické republice panují napjaté vztahy, protože všechny planety platí stejné poplatky, avšak ne všechny dostávají stejné výhody. Situace je obzvláště špatná na vnějším okraji galaxie, kde je pro mnohé skupiny nevýhodné v Republice setrvat. Z tohoto důvodu se formuje aliance separatistů, kteří chystají otevřený konflikt s Republikou. Jejich vůdcem je hrabě Dooku, nový sithský učedník, který je považován za mistra. Padmé Amidala, nyní senátorka za Naboo, se vydává na planetu Coruscant, aby podpořila hlasování o vytvoření armády, jež by se postavila armádě separatistů. Při příletu je na ni spáchán nezdařený pokus o atentát, a tak je umístěna pod ochranu Obi-Wana a Anakina, který je nyní Obi-Wanovým padawanem. Další noc je na Amidalu spáchán další atentát, jemuž Jediové zabrání. Ti pronásledují nájemného vraha, ten je ale zabit, než stihne říct, kdo jej najal. Anakin bere Padmé na její domovskou planetu, aby ji chránil, zatímco Obi-Wan pátrá po tom, kdo si objednal smrt senátorky. Jeho pátrání ho zavede až na planetu Kamino, která je proslulá klonováním. Je mu sděleno, že mistr Syfo Dias před několika lety objednal armádu klonů pro Republiku. Vzor pro armádu je nájemný lovec Jango Fett, jenž je přítomen na planetě. Po setkání s Jangem a jeho synem Bobou si Obi-wan uvědomí, že to on si objednal smrt Amidaly. Fett uteče, ale Kenobimu se podaří umístit na jeho loď sledovací maják. Sleduje ho na planetu Geonosis, kde se buduje armáda droidů. Mezitím má Anakin vize o smrti své matky. Z obav o její život letí na planetu Tatooine, kde však zjistí, že ji unesli píseční lidé zvaní Tuskeni. Vydá se ji zachránit, ale najde ji pozdě, a matka mu umírá v náruči. Padawan pak ve vzteku vyvraždí celou vesnici, čímž poruší kód Jediů. Na Geonosis je Obi-Wan zajat, ale před tím se mu podaří poslat zprávu Anakinovi, kterou má předat radě Jediů. Anakin a Padmé se vydávají Obi-Wana zachránit, jenže jsou zajati. Pro pobavení místních jsou předvedeni do kolosea, připoutáni ke sloupům a mají být sežráni trojicí dravců z celé galaxie. Na poslední chvíli je zachrání skupina Jediů a započne bitva, při které umírá Jango Fett. Z počátku se útok daří, avšak záchranná skupina je nakonec poražena zdánlivě nekonečnou legií droidů, která je nyní posílena i o novou a značně nebezpečnější variantu zvanou B2. Zbylí Jediové jsou nakonec zachráněni armádou klonů a jsou převezeni na nedaleké bojiště, kde okamžitě zaujmou roli generálů. Během bitvy sleduje Anakin a Obi-Wan Dookua do hangáru, odkud se chystá uletět ve své osobní lodi. Jsou poraženi a Anakin přijde v souboji o ruku. Nakonec je zachrání mistr Yoda, avšak Dooku uniká. Bitva o Geonosis (později první bitva o Geonosis) končí výhrou Republiky, avšak ztráty na obou stranách jsou obrovské. Oficiálně tak začínají Klonové války. Anakin a Padmé se vrací na Naboo a v tajnosti se vezmou.
Třetí díl se odehrává 3 roky po druhém díle a galaxie už se právě 3 roky topí ve válce. Film začíná ve vesmírné bitvě o Coruscant. V této bitvě sledujeme Anakina a Obi-Wana, jejichž úkolem je zachránit uneseného kancléře. Vniknou do lodi generála Grievouse, kde se má kancléř nalézat. Nakonec se operace podaří i se smrtí Hraběte Dookua rukou Anakina. Grievous uniká a stává se vůdcem Separatistů. Poté na Coruscantu oznamuje Padmé Anakinovi, že s ním čeká dítě. Následně se mistr Yoda vypravuje na planetu Kashyyyk, který má ubránit před armádou droidů s klony a podporuje ho i pomoc místních Wookiů, zatímco se Obi-Wan se svou 212. legií klonů vydává na Utapau, kde nachází Grievouse, jehož nakonec Obi-Wan na dobro porazí. Mezitím je na Coruscantu stále zjevnější motání kancléře kolem Anakina, a jelikož je Grievous mrtev, tak se kancléř Anakinovi odhalí jako dlouho hledaný sithský lord, kterého už má zčásti zmanipulovaného na temnou stranu. Anakin nejdříve svodům odolává a nečekané zjištění oznámí Winduovi (jeden z nejhlavnějších Jediů). Ten se s dalšími Jedii vydá kancléře zajmout, což se s velkými ztrátami Winduovi nakonec podaří. V tu chvíli se v Anakinovi převrhne temná strana, vnikne do senátu, a když vidí, že má kancléř/Darth Sidious zemřít, pomůže Sithovi a společně Windua zabijí. Anakin se tak stane Darthem Vaderem. Sidious mu slíbí, že zachrání Padmé před smrtí, a že mu poskytne možnosti temné strany. V tu chvíli vydá Sidious Rozkaz 66, který velí klonům postavit se proti svým generálům a zničit všechny Jedie. Koná se velká čistka, kterou přežije jen velmi málo z nich, hlavně však Obi-Wan a Yoda. Mezitím se Darth Vader vydává vyvraždit chrám Jediů a na jeho čepel padnou i mladí padawanové. Nakonec Obi-Wan i Yoda zjistí, co se stalo z Anakina, a tak se Yoda vydá utkat se Sidiousem a Obi-Wan zavítá na lávovou planetu Mustafar, aby se utkal s Vaderem, který tam mezitím zničil všechny zbývající Separatisty. Na Mustafar se dostane i Padmé, která zatím zjišťuje, co se z Anakina stalo, a ten ji uškrtí do bezvědomí. Obi-Wanovi nezbývá, než se utkat se svým starým žákem. Po jejich epickém souboji Obi-Wan vyhraje a myslí si, že Vader zemře uhořením (je o tom přesvědčen i mnoho let poté). Mezitím probíhá v senátu na Coruscantu souboj Yody a Sidiouse. Souboj skončí nerozhodně a Yoda uniká do vyhnanství na další desítky let. Po jejich střetu se Siduous vydává na Mustafar a zachrání Vadera před takřka jistou smrtí. Republiku, ze které se stalo impérium, nyní ovládá samozvaný císař Sidious a tím se stane budoucím zlem. Film končí porodem Padmé, která má dvojčata Leiu a Lukea, jež budou důležití v budoucích dílech. Při tomto porodu Padmé umírá, protože již ztratila vůli žít. Děti jsou rozděleny do rozdílných rodin, aby je císař nikdy nemohl najít. 
Toto byla první trilogie Star Wars a pak následují ještě další dvě.

## Vznik

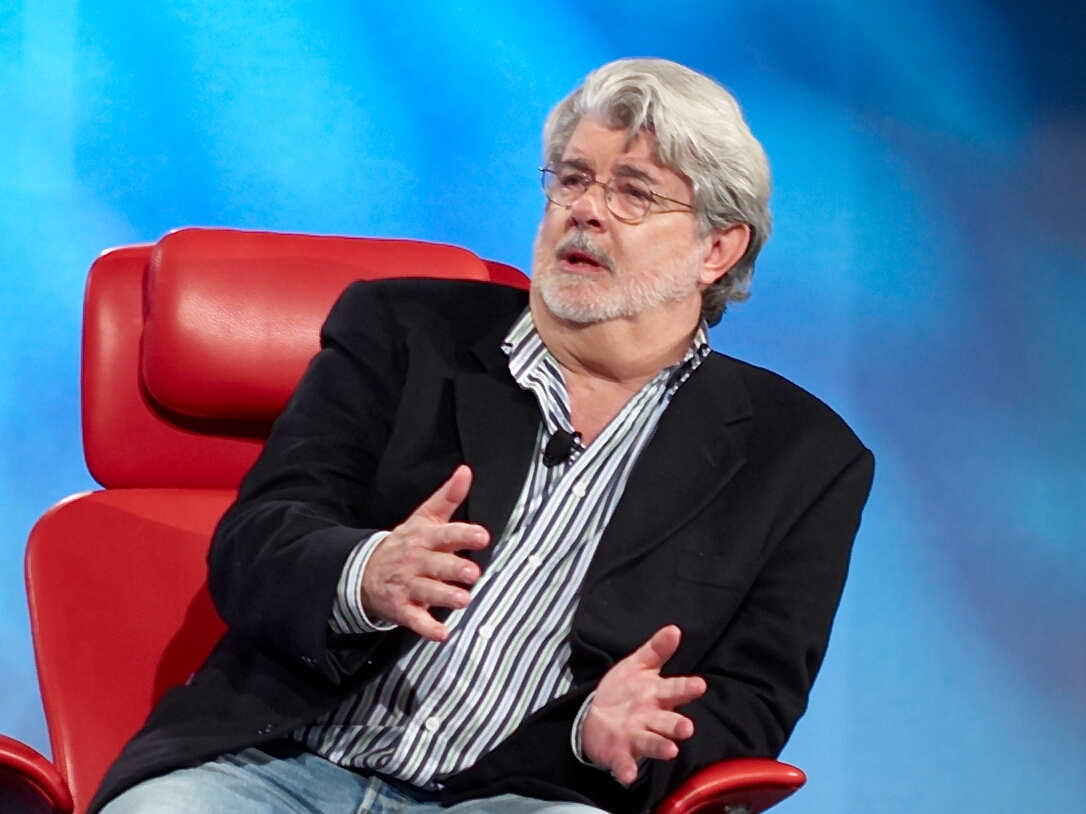
George Lucas

První díly byly jedinečné díky svým speciálním efektům. Režisér George Lucas kvůli nim založil zcela novou trikařskou společnost, Industrial Light & Magic. První díl, Nová naděje (dnes se kategorizuje jako čtvrtý), byl sice natočen s relativně nižšími náklady, odezva od diváků však byla ohromná. Další dva díly – pátý a šestý tak už mohly být natočeny s vyššími náklady a ještě lepšími efekty. V roce 1997 nechal Lucas první tři staré díly digitálně remasterovat a přidal do nich i dříve nepoužité scény. Pomocí remasteringu byly odstraněny i některé nedostatky způsobené starou trikovou technikou.
Po remasteringu se Lucas pustil do natáčení série dalších tří dílů, dějově zařazených před dříve natočené tři díly. První film Skrytá hrozba byl promítán v kinech v červnu roku 1999 a sklidil velký úspěch, i když kritika poukazovala na značnou dětinskost filmu. Díky pokroku v počítačové technice jsou nové efekty mnohem lepší než ve starší řadě. Poslední z těchto filmů – Pomsta Sithů – přišel do kin v červnu 2005. Veškerá prostředí a krajiny v tomto filmu jsou vytvořeny počítačovou grafikou. Celá nová série (kromě epizody 1) byla natočena digitální kamerou. Po další přestávce byla natočena třetí trilogie, dějově zařazená po prvních třech filmech. Poslední díl ságy Star Wars: Vzestup Skywalkera měl premiéru v roce 2019.
Filozofickým zdrojem Star Wars byly gnostické texty z Nag Hammádí, které byly v 70. letech 20. století publikovány v angličtině a s nimiž se Lucas seznámil.[zdroj⁠?!] Lucas byl rovněž inspirován anthroposofií a filmovou hudbu spojoval i s benefičními koncerty pro waldorfské školy.

### Vývoj koncepce
V roce 1971 se George Lucas dohodl se společností Universal Studios na produkci dvou filmů: Americké graffiti a Hvězdné války. Druhý jmenovaný film byl však pro svou nedotaženost odmítnut. Po natočení Graffiti tedy Lucas sepsal krátký deník vyprávějící příběh o tréninku jistého učedníka C. J. Thorpa Macem Windym z vesmírného komanda „Jedi-Bendu“. Tento koncept ho však pro přílišnou složitost a nesrozumitelnost neuspokojoval, takže sepsal další třináctistránkový náčrt, jenž poprvé nesl název „The Star Wars“. V obou případech se jednalo o zcela odlišný svět, než veřejnost zná. Do konce roku 1974 Lucas své dílo rozšířil a dokončil první verzi scénáře, kde definoval pojmy jako Sith, Hvězda smrti a hlavní postavu se jménem „Annikin Starkiller“. V přepracované a zjednodušené druhé verzi představil mladého farmáře „Luka Starkillera“, syna velkého jediského válečníka Annikina, a Sílu. Ve třetím přepracování nahradil Annikina Benem Kenobim a v roce 1976 připravil čtvrtou, do značné míry definitivní verzi scénáře s pracovním názvem „Adventures of Luke Starkiller, as taken from the Journal of the Whills, Saga I: The Star Wars“ (Dobrodružství Luka Starkillera, převzatý z Deníku Whillů, díl první: Hvězdné války). Během samotné produkce filmu upravil Lukovo příjmení na Skywalker a název filmu na The Star Wars. Na konci natáčení titul změnil na konečné Star Wars.
V době uvedení Nové naděje Lucas vůbec nepočítal s tím, že na film naváže celá série. Proto jeho finální verze byla upravena tak, aby byl snímek akceptovatelný i jako samostatný film, jenž je ukončen zničením Hvězdy smrti. Ještě před dokončením natáčení Nové naděje sepsal návrh na pokračování, jenž nazval „The Princess of Ondos“, a předjednal u 20th Century Fox smlouvu na dva další filmy. Později dospěl k názoru, že bude tento film také pokračováním první trilogie, ale prozatím se věnoval dvěma dílům navazujícím na natočený film, na jejichž sepsání románové verze si najal spisovatele Alana Deana Fostera. Učinil tak pro případ, kdyby Star Wars zaznamenal větší úspěch, a již připravený příběh z knihy se do filmu obecně adaptuje snadněji. Poskytl mu k tomu své vize o příběhu jednotlivých postav a stranách konfliktu. Lucas přemýšlel i o možnosti, že by ze Star Wars udělal regulérní televizní seriál, ale tento nápad rychle zavrhl. Alan Dean Foster mezitím dokončoval první knižní pokračování, avšak Lucas si spolupráci rozmyslel a jeho dílo zcela odmítl (kniha nakonec vyšla pod názvem Splinter of the Mind's Eye). V srpnu 1977 prohlásil, že režírování dalších dílů svěří svým přátelům, aby dodal každému unikátní nádech. Také prozradil, že je film skvělým pokračováním příběhu, v němž Darth Vader propadnul temné straně Síly, zabil Lukova otce, a bojoval s Benem Kenobim na sopečné planetě v době zániku Staré republiky.
Koncem roku 1977 si najal na výpomoc s psaním Star Wars II další autorku sci-fi, Leighu Brackettovou. Lucas jí představil svůj ručně psaný koncept příběhu „Impérium vrací úder“, jenž se příliš nelišil od toho, co bylo vidět ve filmu. Jen chyběla scéna, v níž Darth Vader Lukovi prozradí, že je jeho otec. Zde Brackettová navrhla, že se Lukovi zjeví duch Síly jeho zavražděného otce, který mu poté měl pomáhat stejně jako Ben Kenobi. Když si George Lucas její zpracování začátkem roku 1978 přečetl, byl dost zklamán, pravděpodobně kvůli ději. Než to s ní stihl prodiskutovat, podlehla rakovině. Lucas tedy byl nucen celé dílo dokončit sám a poprvé v něm zapracoval do názvu pojem „Epizoda“ a přiřadil jí číslo dvě. Z Darth Vadera udělal otce Luka Skywalkera a Hana Sola nechal zmrazit do karbonitu, aby film nabyl na dramatičnosti a temnosti. Práce na textu epizody Impérium vrací úder byla dle jeho slov v porovnání s prvním filmem, jehož scénář za několik let mnohokrát od základu předělal, svižná a zábavná. Scénář páté epizody měl dokončený ještě v dubnu 1978.
Po dopsání druhé a třetí verze scénáře k epizodě Impérium vrací úder, kde dotáhl do konce otcovský vztah Vadera a Luka Skywalkera, se Lucas pustil do přepracování příběhu všech postav, aby byl v souladu s touto změnou. Anakin Skywalker byl od teď Benovým učedníkem a premiantem jediské akademie, který měl syna Luka, ale byl zlákán na temnou stranu Síly císařem Palpatinem, který byl členem řádu Sithů (v dřívějším konceptu byl však pouhým politikem). Ben Kenobi se tedy s Anakinem utkal v boji se světelnými meči na vulkanické planetě a porazil ho. Anakin byl poté císařem zachráněn a převlečen do jeho charakteristického černého podpůrného obleku, čímž byla jeho přeměna v Darth Vadera dokonána. Luka mezitím Ben Kenobi ukryl na Tatooine, Republika byla přeměněna na Impérium a Darth Vader po několik let systematicky likvidoval všechny ostatní příslušníky řádu Jedi. George Lucas pak provedl přečíslování epizod (z filmu Impérium vrací úder udělal Epizodu V) a rozhodl, že z jeho filmů bude trilogie. Na další verze scénáře byl najat scenárista Lawrence Kasdan, kterého si vybral přímo režisér této epizody Irvin Kershner. Oba z filmu udělali vážnější film a povedlo se jim do něj zapracovat značně temnou atmosféru, jakou Lucas požadoval. Zároveň zachovali ducha dobrodružnosti, jaký měla epizoda IV.

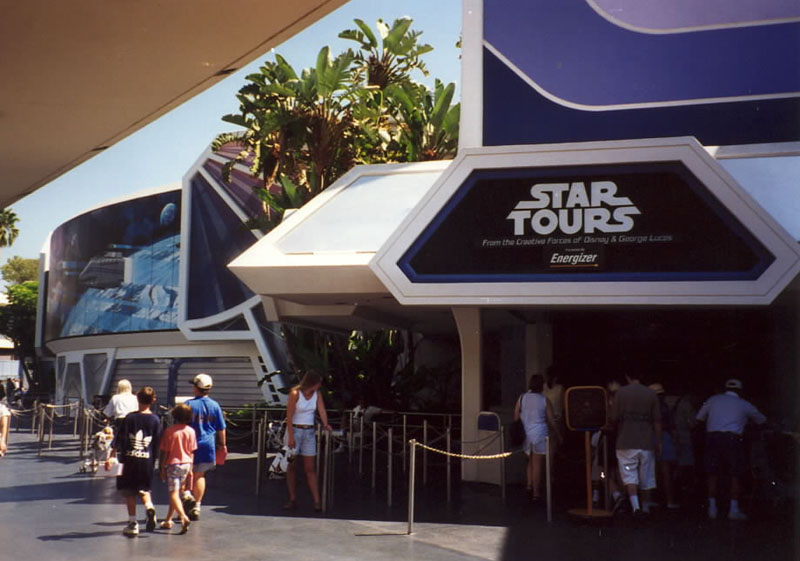
Výstava Star Wars v Disneylandu v roce 1996

V roce 1981 začal Lucas psát Epizodu VI, pojmenovanou jako Pomsta Jedie, ale hodně věcí se změnilo kvůli jeho osobním a závažným rodinným problémům. Kvůli těmto komplikacím utrpěl syndrom vyhoření a veškeré další práce na Star Wars v roce 1983 zastavil. Měl však již zpracovanou úvahu o souboji Darth Vadera s císařem Palpatinem o vliv nad Lukem. V druhém náčrtu udělal z Vadera mnohem soucitnějšího člověka. Epizodu VI zachránil až Lawrence Kasdan, který scénář dokončil a příběh zakončil Vaderovým obratem na světlou stranu Síly a jeho odmaskováním. Tato změna dala později Lucasovi potřebné předpoklady pro to, aby příběh pojal jako „tragédii Darth Vadera“.

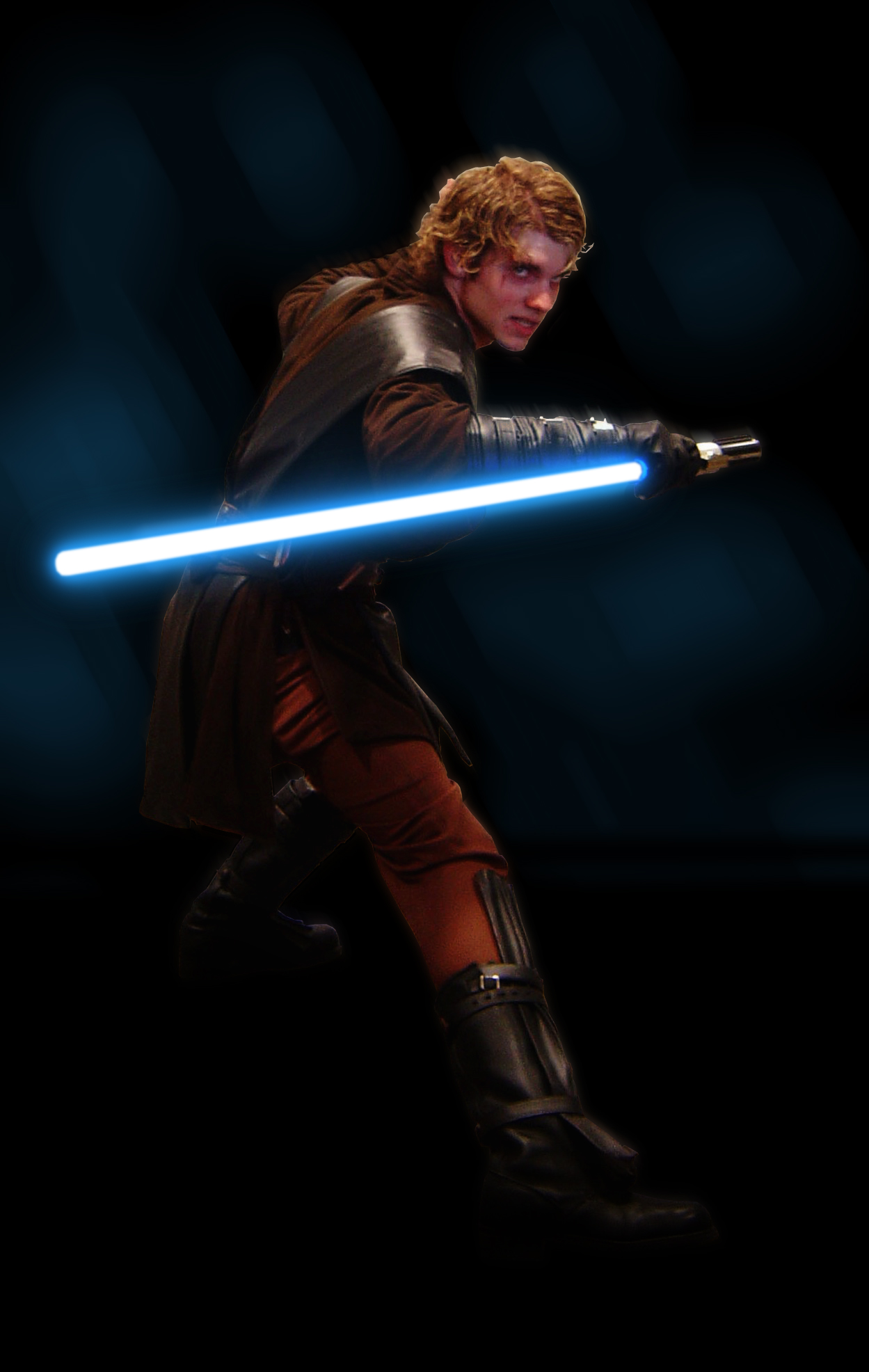
Anakin Skywalker

V roce 1987 Lucas ztratil veškerou motivaci pokračovat v práci na Hvězdných válkách kvůli rozvodu a ztrátě většiny svého jmění. Už po vydání Návratu Jediů zrušil přípravy na natáčení epizody VII i celou následovnou sérii. Ale třídílnou sérii předcházející dosavadní filmy nechtěl jen tak zahodit, protože měl koncept již dost rozvinutý. K obnovení práce ho to však nepřimělo. Když však uviděl, že jsou v 90. letech Star Wars stále ještě populární a našla se další díla, mezi kterými vyčnívaly komiksy The Dark Horse a románové trilogie spisovatele Timothyho Zahna, svůj postoj přehodnotil. Díky rozvíjející se technologii animace CGI se vrátil k režírování a v roce 1993 bylo oznámeno pokračování na práci Star Wars a Epizody I. Pustil se do příběhu, který pojal jako tragédii o Anakinu Skywalkerovi, jenž postupně propadal temné straně Síly. Dříve si totiž představoval, že všechny tři epizody pouze odpoví na nezodpovězené otázky epizod IV až VI, ale nyní měl v plánu je pojmout jako doplnění k příběhu, jenž začal Anakinovým dětstvím a skončil jeho smrtí na Hvězdě smrti II.
V roce 1994 začal s psaním scénáře s názvem „Epizoda I: Začátek“. Když byl o pět let později film dokončen, Lucas oznámil, že bude režírovat i další dvě epizody a ihned se pustil do práce na druhé epizodě. Tu dokončil až několik dnů před začátkem natáčení. Lucasovi s tím pomáhal Jonathan Hales, se kterým už dříve spolupracoval na jiných projektech. Protože Lucas ještě stále neměl vymyšlený název druhé epizody, pojmenoval ji žertem jako „Epizoda II: Jar Jarovo velké dobrodružství“. Zápletka druhé epizody se totiž nevyvíjela snadno. Lucas totiž při psaní páté epizody zamýšlel, že Lando Calrissian byl přeživší klon z planety klonovačů, jež způsobila klonové války, o kterých se Ben Kenobi zmínil v Nové naději.. Později příběh Klonových válek přepracoval a armáda klonových vojáků měla zaútočit na Republiku a na rytíře Jedi. Až nyní koncept celý předělal tak, že celý konflikt byl tajně režírován Nejvyšším kancléřem Palpatinem, Sithem, po němž Jediové usilovně a neúspěšně pátrali.
Na Epizodě III začal Lucas pracovat ještě před vydáním Epizody II: Klony útočí. Umělcům nabídl koncept, že film začne ukázkami ze sedmi různých bojišť. Po přepracování první verze scénáře však radikálně změnil příběh. Film tedy začal bitvou o Coruscant, při níž byl unesen kancléř Palpatine. Hrabě Dooku měl být zavražděn Anakinem, což ve filmu předznamenalo to, k čemu mělo v této epizodě nevyhnutelně dojít: jeho pádu na temnou stranu. Na začátku natáčení Lucas ještě jednou jeho pád do temnoty výrazně přepracoval, zrovna tak jeho charakter. Anakin měl jediný cíl, zachránit svou ženu před smrtí. V dřívějších konceptech se příčinou jeho pádu stala série mnoha událostí, včetně toho, že začal věřit v to, že jsou Jediové zlí a chystají spiknutí proti kancléři a Republice. Kvůli tomu se v roce 2004 musely některé již natočené scény předělat.
Lucas si po celou dobu tvorby ságy Hvězdných válek zakládal na tom, že příliš dopředu neplánoval, jak se příběh vyvine, a často ho měnil i těsně před nebo během natáčení. Jeho příběh měl mít původně devět epizod, avšak pouze šest se dočkalo svého zpracování. Epizody VII až IX měly navazovat na výsledek boje dobra se zlem v šestém díle, ale společnost Lucasfilm i sám George Lucas vytrvale odmítali diskuze ohledně jejich tvorby a trvali na tom, že je Star Wars pouze šestidílnou sérií o tragédii Darth Vadera. Přesto se podílel jako producent na kresleném filmu Star Wars: Klonové války a stejnojmenném kresleném seriálu.
V lednu 2012 George Lucas oznámil konec s natáčením velkofilmů, místo toho se chtěl soustředit jen na malé filmové eseje. Koncem října toho roku oznámil prodej společnosti Lucasfilm firmě The Walt Disney Company za 4 miliardy dolarů. Mluvčí společnosti The Walt Disney Company poté oznámil plán natočit další nejméně tři díly Hvězdných válek (epizody VII až IX).
6. února 2013 společnost Disney oznámila další dva filmy ze světa Star Wars, které se mají odehrávat mimo hlavní dějovou linku a mají být zaměřené na určitou postavu, a oznámila, že scenáristou prvního dílu nové trilogie bude opět Lawrence Kasdan. Druhý film pak má mít na starosti Simon Kinberg.
V listopadu 2014 ve vybraných amerických kinech měly premiéru první ukázky ze snímku Star Wars: Síla se probouzí, do amerických kin byl uveden 18. prosince 2015,, do českých 17. prosince téhož roku.
Následující, osmá epizoda s názvem Star Wars: Poslední z Jediů měla premiéru v prosinci 2017 a závěrečná devátá epizoda, Star Wars: Vzestup Skywalkera, v prosinci 2019.

## Celovečerní filmy

### Skywalkerova sága
| Český název                                  | Originální název                                | Datum vydání v USA | Režie            | Scénář                                        | Produkce                                         |                  |
| Původní trilogie                             | Původní trilogie                                | Původní trilogie   | Původní trilogie | Původní trilogie                              | Původní trilogie                                 | Původní trilogie |
| -------------------------------------------- | ----------------------------------------------- | ------------------ | ---------------- | --------------------------------------------- | ------------------------------------------------ | ---------------- |
| Star Wars: Epizoda IV – Nová naděje          | Star Wars: Episode IV – A New Hope              | 25. května 1977    | George Lucas     | George Lucas                                  | Gary Kurtz                                       |                  |
| Star Wars: Epizoda V – Impérium vrací úder   | Star Wars: Episode V – The Empire Strikes Back  | 21. května 1980    | Irvin Kershner   | Leigh Brackett a Lawrence Kasdan              | Gary Kurtz                                       |                  |
| Star Wars: Epizoda VI – Návrat Jediů         | Star Wars: Episode VI – Return of the Jedi      | 25. května 1983    | Richard Marquand | Lawrence Kasdan a George Lucas                | Howard Kazanjian                                 |                  |
| Prequelová trilogie                          |                                                 |                    |                  |                                               |                                                  |                  |
| Star Wars: Epizoda I – Skrytá hrozba         | Star Wars: Episode I – The Phantom Menace       | 19. května 1999    | George Lucas     | George Lucas                                  | Rick McCallum                                    |                  |
| Star Wars: Epizoda II – Klony útočí          | Star Wars: Episode II – Attack of the Clones    | 16. května 2002    | George Lucas     | George Lucas a Jonathan Hales                 | Rick McCallum                                    |                  |
| Star Wars: Epizoda III – Pomsta Sithů        | Star Wars: Episode III – Revenge of the Sith    | 19. května 2005    | George Lucas     | George Lucas                                  | Rick McCallum                                    |                  |
| Sequelová trilogie                           |                                                 |                    |                  |                                               |                                                  |                  |
| Star Wars: (Epizoda VII –) Síla se probouzí  | Star Wars: (Episode VII –) The Force Awakens    | 18. prosince 2015  | J. J. Abrams     | Lawrence Kasdan, J. J. Abrams a Michael Arndt | Kathleen Kennedy, J. J. Abrams a Bryan Burk      |                  |
| Star Wars: (Epizoda VIII –) Poslední z Jediů | Star Wars: (Episode VIII –) The Last Jedi       | 15. prosince 2017  | Rian Johnson     | Rian Johnson                                  | Kathleen Kennedy a Ram Bergman                   |                  |
| Star Wars: (Epizoda IX –) Vzestup Skywalkera | Star Wars: (Episode IX –) The Rise of Skywalker | 20. prosince 2019  | J. J. Abrams     | Chris Terrio a J. J. Abrams                   | Kathleen Kennedy, J. J. Abrams a Michelle Rejwan |                  |

Hlavní filmová série Star Wars se točí kolem tří trilogií, které jsou souhrnně označovány jako „Skywalker sága“. Byly natočeny nechronologicky, přičemž epizody IV – VI (původní trilogie) byly natáčeny v letech 1977 až 1983, epizody I – III (prequelová trilogie) byly natáčeny v letech 1999 až 2005 a epizody VII – IX (sequelová trilogie), byly natáčeny v letech 2015 až 2019. Každá trilogie se zaměřuje na jinou generaci rodiny Skywalkerů citlivých na Sílu. Původní trilogie líčí hrdinský vývoj Luka Skywalkera, prequely vyprávějí příběhy jeho otce Anakina, zatímco v sequelech hraje důležitou roli Lukův synovec Ben Solo alias Kylo Ren.
Originální názvy původní trilogie byly pouze Star Wars (Epizoda IV), The Empire Strikes Back (Epizoda V) a Return of the Jedi (Epizoda VI). Podtitul A New Hope se pro Epizodu IV objevil v roce 1981. Později se začaly používat i rozšířené názvy doplněné o název série Star Wars a pořadové číslo filmu dle dějové chronologie.
Názvy filmů původní trilogie byly do češtiny původně překládány jako Hvězdné války. Teprve při tvorbě Epizody I vydal George Lucas pokyn název Star Wars nepřekládat.

### Další filmy
Star Wars: Klonové války je animovaný film dějově zasazený mezi Epizodami II a III.
V roce 2013 oznámilo studio Disney, že kromě pokračování hlavní ságy filmem Star Wars: Síla se probouzí vzniknou i samostatné snímky, které budou ságu doplňovat. Prvním z nich se v roce 2016 stal film Rogue One: Star Wars Story, který se odehrává těsně před Epizodou IV a který se zaměřuje na nově vzniklou organizaci Rebelů snažících se získat plány imperiální Hvězdy smrti. Druhým v pořadí je film Solo: Star Wars Story o mladém Hanu Solovi (vydán v roce 2018), který dějově zapadá před Rogue One, tedy za Epizodu III. Pro tyto vedlejší snímky použilo studio Lucasfilm společně s producentkou Kathleen Kennedy označení „Star Wars Anthology films“.
| Český název                | Originální název             | Datum vydání v USA | Režie          | Scénář                                       | Produkce                                           |
| Animovaný film             | Animovaný film               | Animovaný film     | Animovaný film | Animovaný film                               | Animovaný film                                     |
| -------------------------- | ---------------------------- | ------------------ | -------------- | -------------------------------------------- | -------------------------------------------------- |
| Star Wars: Klonové války   | Star Wars: The Clone Wars    | 15. srpna 2008     | Dave Filoni    | Henry Gilroy, Steven Melching a Scott Murphy | Catherine Winder                                   |
| Samostatné filmy           |                              |                    |                |                                              |                                                    |
| Rogue One: Star Wars Story | Rogue One: A Star Wars Story | 16. prosince 2016  | Gareth Edwards | Chris Weitz a Tony Gilroy                    | Kathleen Kennedy, Allison Shearmur a Simon Emanuel |
| Solo: Star Wars Story      | Solo: A Star Wars Story      | 25. května 2018    | Ron Howard     | Jonathan Kasdan a Lawrence Kasdan            | Kathleen Kennedy, Allison Shearmur a Simon Emanuel |

### Připravované filmy
| Český název                                                          | Originální název                                                     | Datum vydání v USA | Režie                    | Scénář                        | Produkce                                               | Stav           |
| -------------------------------------------------------------------- | -------------------------------------------------------------------- | ------------------ | ------------------------ | ----------------------------- | ------------------------------------------------------ | -------------- |
| Mandalorian a Grogu                                                  | The Mandalorian & Grogu                                              | 22. května 2026    | Jon Favreau              | Jon Favreau a Dave Filoni     | Jon Favreau, Kathleen Kennedy, Dave Filoni a Ian Bryce | v postprodukci |
| bude oznámeno                                                        | Star Wars: Starfighter                                               | 28. května 2027    | Shawn Levy               | Jonathan Tropper              | Kathleen Kennedy a Shawn Levy                          | v předprodukci |
| nepojmenovaný film o obnově Řádu Jedi po Epizodě IX                  | nepojmenovaný film o obnově Řádu Jedi po Epizodě IX                  | bude oznámeno      | Sharmeen Obaid-Chinoyová | George Nolfi                  | Kathleen Kennedy                                       | v předprodukci |
| nepojmenovaný film o zrodu Jediů                                     | nepojmenovaný film o zrodu Jediů                                     | bude oznámeno      | James Mangold            | James Mangold a Beau Willimon | Kathleen Kennedy                                       | v přípravě     |
| nepojmenovaný film zakončující příběhy Mandaloriana a jeho spin-offů | nepojmenovaný film zakončující příběhy Mandaloriana a jeho spin-offů | bude oznámeno      | Dave Filoni              | Dave Filoni                   | Kathleen Kennedy a Jon Favreau                         | v přípravě     |

#### Další potenciální projekty
Lucasfilm má také řadu projektů v různých fázích vývoje:
- Nepojmenovaná trilogie Davida Benioffa & D. B. Weisse: V únoru 2018 bylo oznámeno, že David Benioff a D. B. Weiss budou scenáristy a producenty trilogie nových filmů Star Wars.[27] Děj se bude chronologicky odehrávat před prequelovou trilogií a bude se točit kolem původu Jediů.[28] Do května 2019 mělo duo také působit jako spolurežiséři prvního dílu ze svých třech filmů.[29] V říjnu téhož roku však filmařské duo ukončilo vývoj projektu kvůli konfliktům v harmonogramu s projekty, které vyvíjejí pro Netflix. Kennedy uvedla, že studio je otevřeno spolupráci s duem a vývoji jejich filmů, jakmile to jejich harmonogram dovolí.[30] V lednu 2024 filmařské duo oznámilo, že pracovní název je První Jedi a má sledovat titulního starověkého protagonistu. Dvojice zpochybnila návrat k plánované trilogii a komentovala zjevný vliv podobně založeného filmu Jamese Mangolda Úsvit Jediů.[31]
- Nepojmenovaný film Taika Waititiho[32]
- Rogue Squadron: film režisérky Patty Jenkins napsný Matthew Robinsonem zaměřený na letku nazvanou Rogue Squadron, který dějově následuje po událostech filmu Rogue One. V dubnu 2023 producentka Kathleen Kennedy oznámila, že se na projektu stále pracuje a že studio zvažuje přepracování na seriál.
- Nepojmenovaný film J.D. Dillarda
- Star Wars: A Droid Story
- Lando: film zaměřený na postavu z Původní trilogie jménem Lando Calrissian, ke kterému má psát scénář Donald Glover (ztvárňující tuto postavu ve filmu Solo) a jeho bratr Stephen Glover.[33]

- Nepojmenovaná trilogie Simon Kinberga[34]

## Televizní pořady

### Televizní seriály
|                                        | Star Wars: Droids                  | 1             | 13              | 7. září 1985       | 7. června 1986                               | ABC                  | George Lucas, Ben Burtt, Raymond Jafelice, Clive A. Smith a Ken Stephenson | vydáno    | Legendy   |
| Star Wars: Ewoks                       | 1                                  | 13            | 7. září 1985    | 30. listopadu 1985 | George Lucas, Raymond Jafelice a Dale Schott | ABC                  |                                                                            | vydáno    | Legendy   |
| Star Wars: Ewoks                       | 2                                  | 22            | 13. září 1986   | 13. prosince 1986  | George Lucas, Raymond Jafelice a Dale Schott | ABC                  |                                                                            | vydáno    | Legendy   |
| Star Wars: Klonové války               | Star Wars: The Clone Wars          | 1             | 22              | 3. října 2008      | 20. března 2009                              | Cartoon Network      | George Lucas a Dave Filoni                                                 | vydáno    | Kánon     |
| Star Wars: Klonové války               | Star Wars: The Clone Wars          | 2             | 22              | 2. října 2009      | 30. dubna 2010                               | Cartoon Network      | George Lucas a Dave Filoni                                                 | vydáno    | Kánon     |
| Star Wars: Klonové války               | Star Wars: The Clone Wars          | 3             | 22              | 17. září 2010      | 26. března 2011                              | Cartoon Network      | George Lucas a Dave Filoni                                                 | vydáno    | Kánon     |
| Star Wars: Klonové války               | Star Wars: The Clone Wars          | 4             | 22              | 16. září 2011      | 16. března 2012                              | Cartoon Network      | George Lucas a Dave Filoni                                                 | vydáno    | Kánon     |
| Star Wars: Klonové války               | Star Wars: The Clone Wars          | 5             | 20              | 29. září 2012      | 2. března 2013                               | Cartoon Network      | George Lucas a Dave Filoni                                                 | vydáno    | Kánon     |
| Star Wars: Klonové války               | Star Wars: The Clone Wars          | 6             | 13              | 7. března 2014     | 7. března 2014                               | Netflix              | George Lucas a Dave Filoni                                                 | vydáno    | Kánon     |
| Star Wars: Klonové války               | Star Wars: The Clone Wars          | 7             | 12              | 21. února 2020     | 4. května 2020                               | Disney+              | George Lucas a Dave Filoni                                                 | vydáno    | Kánon     |
| Star Wars Povstalci                    | Star Wars Rebels                   | Shorts        | 4               | 11. srpna 2014     | 1. září 2014                                 | Disney XD            | Simon Kinberg, Dave Filoni a Carrie Beck                                   | vydáno    | Kánon     |
| Star Wars Povstalci                    | Star Wars Rebels                   | 1             | 15              | 3. října 2014      | 2. března 2015                               | Disney XD            | Simon Kinberg, Dave Filoni a Carrie Beck                                   | vydáno    | Kánon     |
| Star Wars Povstalci                    | Star Wars Rebels                   | 2             | 22              | 20. června 2015    | 30. března 2016                              | Disney XD            | Simon Kinberg, Dave Filoni a Carrie Beck                                   | vydáno    | Kánon     |
| Star Wars Povstalci                    | Star Wars Rebels                   | 3             | 22              | 24. září 2016      | 25. března 2017                              | Disney XD            | Simon Kinberg, Dave Filoni a Carrie Beck                                   | vydáno    | Kánon     |
| Star Wars Povstalci                    | Star Wars Rebels                   | 4             | 16              | 16. října 2017     | 5. března 2018                               | Disney XD            | Simon Kinberg, Dave Filoni a Carrie Beck                                   | vydáno    | Kánon     |
| Star Wars: Odboj                       | Star Wars Resistance               | 1             | 21              | 7. října 2018      | 17. března 2019                              | Disney XD            | Dave Filoni                                                                | vydáno    | Kánon     |
| Star Wars: Odboj                       | Star Wars Resistance               | 2             | 19              | 6. října 2019      | 26. ledna 2020                               | Disney XD            | Dave Filoni                                                                | vydáno    | Kánon     |
| Star Wars: Vadná várka                 | Star Wars: The Bad Batch           | 1             | 16              | 4. května 2021     | 13. srpna 2021                               | Disney+              | Dave Filoni a Jennifer Corbett                                             | vydáno    | Kánon     |
| Star Wars: Vadná várka                 | Star Wars: The Bad Batch           | 2             | 16              | 4. ledna 2023      | 29. března 2023                              | Disney+              | Dave Filoni a Jennifer Corbett                                             | vydáno    | Kánon     |
| Star Wars: Vadná várka                 | Star Wars: The Bad Batch           | 3             | 15              | 21. února 2024     | 1. května 2024                               | Disney+              | Dave Filoni a Jennifer Corbett                                             | vydáno    | Kánon     |
| Star Wars: Vize                        | Star Wars: Visions                 | 1             | 9               | 22. září 2021      | 22. září 2021                                | Disney+              | James Waugh                                                                | vydáno    | Non-Kánon |
| Star Wars: Vize                        | Star Wars: Visions                 | 2             | 9               | 4. května 2023     | 4. května 2023                               | Disney+              | James Waugh                                                                | vydáno    | Non-Kánon |
| Star Wars: Vize                        | Star Wars: Visions                 | 3             | 9               | 29. října 2025     | 29. října 2025                               | Disney+              | James Waugh                                                                | ve výrobě | Non-Kánon |
| bude oznámeno                          | The Ninth Jedi                     | bude oznámeno | bude oznámeno   | 2026               | 2026                                         | Disney+              | Kendži Kamijama                                                            | ve výrobě | Non-Kánon |
| Star Wars: Příběhy rytířů Jedi         | Star Wars: Tales of the Jedi       | 1             | 6               | 26. října 2022     | 26. října 2022                               | Disney+              | Dave Filoni                                                                | vydáno    | Kánon     |
| Star Wars: Příběhy z Impéria           | Star Wars: Tales of the Empire     | 1             | 6               | 4. května 2024     | 4. května 2024                               | Disney+              | Dave Filoni                                                                | vydáno    | Kánon     |
| Star Wars: Příběhy z podsvětí          | Star Wars: Tales of the Underworld | 1             | 6               | 4. května 2025     | 4. května 2025                               | Disney+              | Dave Filoni                                                                | vydáno    | Kánon     |
| Star Wars: Dobrodružství mladých Jediů | Star Wars: Young Jedi Adventures   | Shorts        | 6               | 27. března 2023    | 24. dubna 2023                               | YouTube              | Michael Olson                                                              | vydáno    | Kánon     |
| Star Wars: Dobrodružství mladých Jediů | Star Wars: Young Jedi Adventures   | 1             | 25              | 4. května 2023     | 14. února 2024                               | Disney+Disney Junior | Michael Olson                                                              | vydáno    | Kánon     |
| Star Wars: Dobrodružství mladých Jediů | Star Wars: Young Jedi Adventures   | Shorts        | 6               | 2. srpna 2024      | 2. srpna 2024                                | Disney+Disney Junior | Michael Olson                                                              | vydáno    | Kánon     |
| Star Wars: Dobrodružství mladých Jediů | Star Wars: Young Jedi Adventures   | 2             | 23              | 14. srpna 2024     | 19. března 2025                              | Disney+Disney Junior | Michael Olson                                                              | vydáno    | Kánon     |
| Star Wars: Dobrodružství mladých Jediů | Star Wars: Young Jedi Adventures   | 3             | bude oznámeno   | podzim 2025        | bude oznámeno                                | Disney+Disney Junior | Michael Olson                                                              | ve výrobě | Kánon     |
| bude oznámeno                          | Star Wars: Maul – Shadow Lord      | 1             | bude oznámeno   | 2026               | bude oznámeno                                | Disney+              | Dave Filoni a Matt Michnovetz                                              | ve výrobě | Kánon     |
| Animované mikro-seriály                |                                    |               |                 |                    |                                              |                      |                                                                            |           | Kánon     |
|                                        | Star Wars: Clone Wars              | 1             | 10              | 7. listopadu 2003  | 20. listopadu 2003                           | Cartoon Network      | Genndy Tartakovsky                                                         | vydáno    | Legendy   |
| 2                                      | Star Wars: Clone Wars              | 10            | 26. března 2004 | 8. dubna 2004      |                                              | Cartoon Network      | Genndy Tartakovsky                                                         | vydáno    | Legendy   |
| 3                                      | Star Wars: Clone Wars              | 5             | 21. března 2005 | 25. března 2005    |                                              | Cartoon Network      | Genndy Tartakovsky                                                         | vydáno    | Legendy   |
| Star Wars Blips                        | 1                                  | 8             | 3. května 2017  | 4. září 2017       | YouTube                                      | bude oznámeno        | Non-Kánon                                                                  | vydáno    |           |
| Star Wars: Síly osudu                  | Star Wars: Forces of Destiny       | 1             | 16              | 3. července 2017   | YouTube                                      | 1. listopadu 2017    | Brad Rau                                                                   | vydáno    | Kánon     |
| Star Wars: Síly osudu                  | Star Wars: Forces of Destiny       | 2             | 16              | 19. března 2018    | YouTube                                      | 25. května 2018      | Brad Rau                                                                   | vydáno    | Kánon     |
|                                        | Star Wars Galaxy of Adventures     | 1             | 36              | 30. listopadu 2018 | YouTube                                      | 13. července 2019    | Josh Rimes                                                                 | vydáno    | Kánon     |
| 2                                      | Star Wars Galaxy of Adventures     | 18            | 13. března 2020 | 2. října 2020      | YouTube                                      |                      | Josh Rimes                                                                 | vydáno    | Kánon     |
| Star Wars Roll Out                     | 1                                  | 16            | 9. srpna 2019   | 1. dubna 2020      | YouTube                                      | Hideo Itoyanagi      | Non-Kánon                                                                  | vydáno    |           |
| Star Wars Galaxy of Creatures          | 1                                  | 12            | 14. října 2021  | 18. listopadu 2021 | StarWarsKids.com                             | Matt Martin          | Kánon                                                                      | vydáno    |           |
| Star Wars Galactic Pals                | 1                                  | 12            | 12. dubna 2022  | 1. listopadu 2022  | StarWarsKids.com                             | Jason Stein          | Kánon                                                                      | vydáno    |           |
| Zen – Grogu a černočerňáci             | Zen – Grogu and Dust Bunnies       | 1             | 1               | 12. listopadu 2022 | 12. listopadu 2022                           | Disney+              | Tomohiko Ishii                                                             | vydáno    | neznámé   |
|                                        | Fun with Nubs                      | 1             | 10              | 14. června 2024    | 26. července 2024                            | StarWarsKids.com     | bude oznámeno                                                              | vydáno    | Kánon     |
| Hrané seriály                          |                                    |               |                 |                    |                                              |                      |                                                                            |           |           |
| Mandalorian                            | The Mandalorian                    | 1             | 8               | 12. listopadu 2019 | 27. prosince 2019                            | Disney+              | Jon Favreau                                                                | vydáno    | Kánon     |
| Mandalorian                            | The Mandalorian                    | 2             | 8               | 30. října 2020     | 18. prosince 2020                            | Disney+              | Jon Favreau                                                                | vydáno    | Kánon     |
| Mandalorian                            | The Mandalorian                    | 3             | 8               | 1. března 2023     | 19. dubna 2023                               | Disney+              | Jon Favreau                                                                | vydáno    | Kánon     |
| Boba Fett: Zákon podsvětí              | The Book of Boba Fett              | 1             | 7               | 29. prosince 2021  | 9. února 2022                                | Disney+              | Jon Favreau                                                                | vydáno    | Kánon     |
| Obi-Wan Kenobi                         | Obi-Wan Kenobi                     | 1             | 6               | 27. května 2022    | 22. června 2022                              | Disney+              | Joby Harold                                                                | vydáno    | Kánon     |
| Andor                                  | Andor                              | 1             | 12              | 21. září 2022      | 23. listopadu 2022                           | Disney+              | Tony Gilroy                                                                | vydáno    | Kánon     |
| Andor                                  | Andor                              | 2             | 12              | 22. dubna 2025     | 13. května 2025                              | Disney+              | Tony Gilroy                                                                | vydáno    | Kánon     |
| Ahsoka                                 | Ahsoka                             | 1             | 8               | 22. srpna 2023     | 3. října 2023                                | Disney+              | Dave Filoni                                                                | vydáno    | Kánon     |
| Ahsoka                                 | Ahsoka                             | 2             | 8               | bude oznámeno      | bude oznámeno                                | Disney+              | Dave Filoni                                                                | natáčí se | Kánon     |
| Akolytka                               | The Acolyte                        | 1             | 8               | 4. června 2024     | 16. července 2024                            | Disney+              | Leslye Headland                                                            | vydáno    | Kánon     |
| Bludná banda                           | Skeleton Crew                      | 1             | 8               | 3. prosince 2024   | 14. ledna 2025                               | Disney+              | Jon Watts a Christopher Ford                                               | vydáno    | Kánon     |

### Televizní filmy
| Český název           | Originální název                      | Datum vydání v USA | Stanice | Režie                       | Scénář                |
| --------------------- | ------------------------------------- | ------------------ | ------- | --------------------------- | --------------------- |
|                       | Star Wars Holiday Special             | 17. listopadu 1978 | CBS     | David Acomba a Steve Binder | Bruce Vilanch         |
| Dobrodružství Ewoků   | Caravan of Courage: An Ewok Adventure | 25. listopadu 1984 | ABC     | John Korty                  | Bob Carrau            |
| Bitva o planetu Endor | Ewoks: The Battle for Endor           | 24. listopadu 1985 | ABC     | Jim Wheat a Ken Wheat       | Jim Wheat a Ken Wheat |

## Chronologie kánonických filmů a seriálů
Kánon fiktivního vesmíru Star Wars zahrnuje několik epoch, z nichž tři jsou zaměřeny na každou z filmových trilogií. Následující éry byly definovány v lednu 2021 a dále upřesněny a rozšířeny v dubnu 2023.
- Dawn of the Jedi (česky Úsvit Jediů): Doba prvních Jediů. Toto období se bude odehrávat zhruba 25 000 let před událostmi hlavní ságy. Zahrnuje nepojmenovaný připravovaný film Jamese Mangolda.[45]
- The Old Republic (česky Stará republika): Zatím časově nevymezené období ve kterém se Republika rozkládá na světech Galaktického jádra a Jediové se k ní připojují pro její ochranu. V Řádu Jedi ovšem dochází k rozkolu, což vede ke vzniku Sithů. V tomto období ještě nevzniklo žádné dílo a jeho název vychází ze stejnojmenného období v literatuře a video hrách řazených do nekánonických legend.
- The High Republic (česky Vrcholná republika): Tato éra se odehrává zhruba 500–50 let před Epizodou I a vypráví o Republice a Jediích na vrcholu rozkvětu v dobách míru a prosperity. Zahrnuje literární díla vydaná pod označením „Vrcholná republika“, animovaný seriál Dobrodružství mladých Jediů a hraný seriál Akolytka.
- Fall of the Jedi (česky Pád Jediů): Období se odehrává zhruba 80–19 let před Epizodou IV a popisuje zánik zkorumpované Republiky v důsledku tajné i veřejné činnosti Sithů. Zahrnuje filmy hlavní ságy Epizody I, II a III a animované seriály Klonové války, většina Příběhů rytířů Jediů a část Příběhů z Impéria.
- Reign of the Empire (česky Vláda Impéria): Vláda Impéria je období po prequelové trilogii asi 19–5 let před Epizodou IV. Zahrnuje animovaný seriál Vadná várka, části animovaných seriálů Příběhy rytířů Jedi a Příběhy z Impéria, hraný film Solo a hraný seriál Obi-Wan Kenobi.
- Age of Rebellion (česky Věk povstání): Období začíná asi 5 let před Epizodou IV a končí zhruba rok po Epizodě VI a sleduje boj Povstalců za svobodu v galaxii proti totalitnímu Impériu. Zahrnuje animovaný seriál Povstalci, hraný seriál Andor, hraný film Rogue One a filmy hlavní ságy Epizody IV, V a VI.
- The New Republic (česky Nová republika): Období po původní trilogii, odehrávající se v letech formování Nové republiky po pádu Impéria zhruba 1–30 let po Epizodě VI. Zahrnuje hrané seriály Mandalorian a jeho spin-offy Boba Fett: Zákon podsvětí a Ahsoka stejně jako seriál Bludná banda.
- Rise of the First Order (česky Vzestup Prvního řádu): Období sequelové trilogie je zasazeno do doby zhruba 30 let po Epizodě VI. Hrdinové bývalého Povstání s pomocí Nové republiky vedou Odboj proti utlačovatelskému režimu zvanému První řád a jeho vládcům. Patří sem animovaný seriál Odboj a hrané filmy hlavní ságy Epizody VII, VIII a IX.
- New Jedi Order (česky Nový řád Jedi): Zatím poslední kánonické období světa Star Wars se bude odehrávat 15 let po Epizodě IX a zahrnuje zatím nepojmenovaný připravovaný film režisérky Sharmeen Obaid-Chinoyové a scenáristy Stevena Knighta, který má projednávat o obnově Řádu Jedi.

Rozšířený vesmír (Expanded Universe) spin-off médií zobrazující různé úrovně kontinuity, převážně literatury a video her, které byly vydány do 25. dubna 2014 jsou považovány za nekanonické a zařazeny do Legend. Proto, aby se všechna následná díla přizpůsobila kontinuitě filmů hlavní ságy, filmu Klonové války a stejnojmennému seriálu z roku 2008.
| fiktivní rok            | seriály / filmy                                   | rok premiéry      |
| The High Republic       | The High Republic                                 | The High Republic |
| ----------------------- | ------------------------------------------------- | ----------------- |
| 232 BBY                 | Star Wars: Dobrodružství mladých Jediů, shorts I  | 2023              |
| 232 BBY                 | Star Wars: Dobrodružství mladých Jediů, 1. řada   | 2023–2024         |
| 232 BBY                 | Star Wars: Dobrodružství mladých Jediů, shorts II | 2024              |
| 232 BBY                 | Star Wars: Dobrodružství mladých Jediů, 2. řada   | 2024              |
| 148–132 BBY             | Akolytka                                          | 2024              |
| Fall of the Jedi        |                                                   |                   |
| ~60 BBY                 | Star Wars: Příběhy rytířů Jedi, 2. díl            | 2022              |
| ~40 BBY                 | Star Wars: Příběhy rytířů Jedi, 3. díl            | 2022              |
| 36–35 BBY               | Star Wars: Příběhy rytířů Jedi, 1. díl            | 2022              |
| 32 BBY                  | Star Wars: Příběhy rytířů Jedi, 4. díl            | 2022              |
| 32 BBY                  | Star Wars: Epizoda I – Skrytá hrozba              | 1999              |
| 22 BBY                  | Star Wars: Epizoda II – Klony útočí               | 2002              |
| 22 BBY                  | Star Wars: Klonové války, film                    | 2008              |
| 22–21 BBY               | Star Wars: Klonové války, 1. řada                 | 2008–2009         |
| 21 BBY                  | Star Wars: Klonové války, 2. řada                 | 2009–2010         |
| 21–20 BBY               | Star Wars: Klonové války, 3. řada                 | 2010–2011         |
| 20 BBY                  | Star Wars: Klonové války, 4. řada                 | 2011–2012         |
| 20 BBY                  | Star Wars: Příběhy z Impéria, 1. díl              | 2024              |
| 20–19 BBY               | Star Wars: Klonové války, 5. řada                 | 2012–2013         |
| 19 BBY                  | Star Wars: Klonové války, 6. řada                 | 2014              |
| 19 BBY                  | Star Wars: Klonové války, 7. řada                 | 2020              |
| 19 BBY                  | Star Wars: Epizoda III – Pomsta Sithů             | 2005              |
| 21-19 BBY               | Star Wars: Příběhy rytířů Jedi, 5. díl            | 2022              |
| Reign of the Empire     |                                                   |                   |
| 19 BBY                  | Star Wars: Příběhy z Impéria, 4. díl              | 2024              |
| 19 BBY                  | Star Wars: Vadná várka, 1. řada                   | 2021              |
| 19 BBY                  | Star Wars: Příběhy z Impéria, 5. díl              | 2024              |
| 19–18 BBY               | Star Wars: Příběhy rytířů Jedi, 6. díl            | 2022              |
| 18 BBY                  | Star Wars: Vadná várka, 2. řada                   | 2023              |
| 17 BBY                  | Star Wars: Vadná várka, 3. řada                   | 2024              |
| 13–10 BBY               | Solo: Star Wars Story                             | 2018              |
| 9 BBY                   | Obi-Wan Kenobi                                    | 2022              |
| Age of Rebellion        |                                                   |                   |
| 5 BBY                   | Star Wars Povstalci, shorts                       | 2014              |
| 5 BBY                   | Andor, 1. řada                                    | 2022              |
| 5–4 BBY                 | Star Wars Povstalci, 1. řada                      | 2014–2015         |
| 4 BBY                   | Andor, 2. řada, 1.-3. díl                         | 2025              |
| 4–3 BBY                 | Star Wars Povstalci, 2. řada                      | 2015–2016         |
| 3 BBY                   | Andor, 2. řada, 4.-6. díl                         | 2025              |
| ~3 BBY                  | Star Wars: Příběhy z Impéria, 2. díl              | 2024              |
| ~3 BBY                  | Star Wars: Příběhy z Impéria, 6. díl              | 2024              |
| 2 BBY                   | Star Wars Povstalci, 3. řada                      | 2016–2017         |
| 2 BBY                   | Andor, 2. řada, 7.-9. díl                         | 2025              |
| 1 BBY                   | Star Wars Povstalci, 4. řada                      | 2017–2018         |
| 1 BBY                   | Andor, 2. řada, 10.-12. díl                       | 2025              |
| 0 BBY                   | Rogue One: Star Wars Story                        | 2016              |
| 0 BBY                   | Star Wars: Epizoda IV – Nová naděje               | 1977              |
| 3 ABY                   | Star Wars: Epizoda V – Impérium vrací úder        | 1980              |
| 4 ABY                   | Star Wars: Epizoda VI – Návrat Jediů              | 1983              |
| The New Republic        |                                                   |                   |
| 4–9 ABY                 | Boba Fett: Zákon podsvětí (flashbacky)            | 2021–2022         |
| ~7 ABY                  | Star Wars: Příběhy z Impéria, 3. díl              | 2024              |
| 9 ABY                   | Mandalorian, 1. řada                              | 2019              |
| 9 ABY                   | Mandalorian, 2. řada                              | 2020              |
| 11 ABY                  | Boba Fett: Zákon podsvětí (hlavní děj)            | 2021–2022         |
| 11 ABY                  | Mandalorian, 3. řada                              | 2023              |
| 11 ABY                  | Ahsoka                                            | 2023              |
| 11 ABY                  | Bludná banda                                      | 2024-2025         |
| Rise of the First Order |                                                   |                   |
| 34 ABY                  | Star Wars: Odboj, 1. řada                         | 2018–2019         |
| 34 ABY                  | Star Wars: Epizoda VII – Síla se probouzí         | 2015              |
| 34 ABY                  | Star Wars: Epizoda VIII – Poslední z Jediů        | 2017              |
| 34–35 ABY               | Star Wars: Odboj, 2. řada                         | 2019–2020         |
| 35 ABY                  | Star Wars: Epizoda IX – Vzestup Skywalkera        | 2019              |

## Kánon
Kromě hlavní série filmů existuje spousta dalších, zejména literárních děl různých autorů, jež rozšiřují svět Star Wars. V roce 2000 proto Lucas Licensing pověřil Lelanda Cheeho, aby vybudoval systém klasifikace děl s tematikou Star Wars, který byl pojmenován Holocron. Sloužil k seřazení děl tak, že při jakémkoliv rozporu děje různých děl bylo platné tvrzení podle vyšší úrovně kánonu. Zde jsou vyjmenované:
- G-kánon (kánon George Lucase) – týkal se všech děl, které tvořil sám George Lucas, včetně jeho veřejných prohlášení a vysvětlení.[49]
- T-kánon (televizní kánon) – týkal se televizního seriálu Star Wars: Klonové války a ještě před začátkem produkce zrušeného seriálu Star Wars: Underworld.[49]
- C-kánon (kánon kontinuity) – Byl tvořen převážně z materiálů rozšířeného vesmíru (Star Wars Expanded Universe) nevytvořeného Lucasem, tedy literatury, počítačových her, komiksů, encyklopedií, atd.[49]
- S-kánon (sekundární kánon) – jedná se o starší díla z doby před soustředěnou snahou o ucelenou kontinuitu.[49]
- N-kánon (nekonanonické) – sem patří nekanonická díla, dále součásti her a dalších médií jako jsou statistiky jednotlivých postav a podobně. Cokoliv, co odporovalo všem vyšším úrovním kánonu, bylo automaticky považováno za N-kánon.[49]

Ovšem po zakoupení Lucasfilmu společností Disney roku 2012 a tedy i práv na svět Star Wars, byla 25. dubna 2014 sjednocena chronologie G a T-kánonu se všemi budoucími díly, včetně filmů, seriálů, knih, komiksů, a her. Toto bylo nazváno jednoduše Canon, který je nyní považován za jediný oficiální kánon. Všechna díla C a S-kánonu, jež byla stvořena před 25. dubnem 2014, jsou nyní řazena do Legends a byla znovu publikována pod tímto štítkem.
V roce 1994, když vyšlo nové vydání knihy Splinter of the Mind's Eye, zveřejnil Lucas svůj názor na vývoj světa Star Wars:
| „              | Po vydání Star Wars začalo být jasné, že můj příběh — vlastně ho vyprávělo mnoho filmů — byl pouze jedním z tisíců těch, které mohly být povězeny o bytostech žijících v Galaxii. Ale to už nebyly ty příběhy, které bych měl vyprávět já. Místo toho by se tam měla projevit představivost dalších spisovatelů, inspirovaných podobou Galaxie, kterou Star Wars představuje. Dnes je to skvělé, možná až neočekávané, dědictví světa Star Wars, že tolik nadaných autorů přispívá do série novými příběhy. | “ |
| — George Lucas | |   |

## Další média

### Videohry
Světem Star Wars se inspirovalo mnoho tvůrců počítačových her (výběr):
- Star Wars: X-Wing (1993)
- Star Wars: TIE Fighter (1994)
- Star Wars: Dark Forces (1995)
- Star Wars: X-Wing vs. TIE Fighter (1997)
- Star Wars Jedi Knight: Dark Forces II (1997)
- Star Wars: Rogue Squadron (1998)
- Star Wars: X-Wing Alliance (1999)
- Star Wars Episode I: Racer (1999)
- Star Wars: Force Commander (2000)
- Star Wars: Galactic Battlegrounds (2001)
- Star Wars Jedi Knight II: Jedi Outcast (2002)
- Star Wars: Knights of the Old Republic (2003)
- Star Wars Jedi Knight: Jedi Academy (2003)
- Star Wars: Battlefront (2004)
- Star Wars: Knights of the Old Republic II: The Sith Lords (2004)
- Star Wars: Republic Commando (2005)
- Star Wars: Battlefront II (2005)
- Star Wars: Empire at War (2006)
- Star Wars: The Force Unleashed (2008)
- Star Wars: The Force Unleashed II (2010)
- Star Wars: The Old Republic (2011)
- Angry Birds Star Wars (2012)
- Angry Birds Star Wars II (2013)
- Star Wars: Battlefront (2015)
- Star Wars: Battlefront II (2017)
- Star Wars Jedi: Fallen Order (2019)
- Star Wars Jedi: Survivor (2023)
- Star Wars Outlaws (2024)

### Stolní RPG
- Star Wars: The Roleplaying Game (West End Games, 1987)
- Star Wars Roleplaying Game (Wizards of the Coast, 2000)
- Star Wars Roleplaying Game (Fantasy Flight Games, 2012)
- Star Wars: Rebelie (Star Wars: Rebellion, Fantasy Flight Games, 2016)

### Sběratelská karetní hry
- Star Wars Trading Card Game

Sady karet:
1. Klony útočí (2002)
2. Sith Rising (2002)
3. Nová naděje (2002)
4. Battle of Yavin (2003)
5. Jedi Guardians (2003)
6. Impérium vrací úder (2003)
7. Rogues and Scoundrels (2004)
8. Skrytá hrozba (2004)
9. Návrat Jedie (2004)
10. Vzestup Sithů (2005)

- Star Wars: Destiny (2016)

## Lego Star Wars

### Krátké filmy
| Rok vydání | Název                                |
| ---------- | ------------------------------------ |
| 2005       | Lego Star Wars: Revenge of the Brick |
| 2009       | Lego Star Wars: The Quest for R2-D2  |
| 2010       | Lego Star Wars: Bombad Bounty        |

### Filmy
| Rok vydání | Český název                           | Původní název                          |
| ---------- | ------------------------------------- | -------------------------------------- |
| 2011       | Lego Star Wars: Padawanská hrozba     | Lego Star Wars: The Padawan Menace     |
| 2012       | Lego Star Wars: Impérium útočí        | Lego Star Wars: The Empire Strikes Out |
| 2020       | Lego Star Wars: Sváteční speciál      | The Lego Star Wars Holiday Special     |
| 2021       | Lego Star Wars: Hrůzostrašné historky | Lego Star Wars: Terrifying Tales       |
| 2022       | Lego Star Wars: Letní Prázdniny       | Lego Star Wars: Summer Vacation        |

### Televizní seriály
| Český název                              | Původní název                            | Řada | Dílů | Premiéra v USA   | Premiéra v USA     |
| Český název                              | Původní název                            | Řada | Dílů | První díl        | Poslední díl       |
| ---------------------------------------- | ---------------------------------------- | ---- | ---- | ---------------- | ------------------ |
| Lego Star Wars: Yodovy kroniky           | Lego Star Wars: The Yoda Chronicles      | 1    | 3    | 29. května 2013  | 27. listopadu 2013 |
| Lego Star Wars: Yodovy kroniky           | Lego Star Wars: The Yoda Chronicles      | 2    | 4    | 4. května 2014   | 23. listopadu 2014 |
| Lego Star Wars: Příběhy droidů           | Lego Star Wars: Droid Tales              | 1    | 5    | 6. července 2015 | 2. listopadu 2015  |
| Lego Star Wars: Nový Odboj               | Lego Star Wars: The Resistance Rises     | 1    | 5    | 15. února 2016   | 4. května 2016     |
| Lego Star Wars: Dobrodružství Freemakerů | Lego Star Wars: The Freemaker Adventures | 1    | 13   | 20. června 2016  | 29. srpna 2016     |
| Lego Star Wars: Dobrodružství Freemakerů | Lego Star Wars: The Freemaker Adventures | 2    | 13   | 17. června 2017  | 16. srpna 2017     |
| bude oznámeno                            | Lego Star Wars: All-Stars                | 1    | 8    | 29. října 2018   | 29. října 2018     |

### Videohry
Star Wars inspirovalo také tvůrce Lego videoher, zde je výběr:
- Lego Star Wars: The Video Game (2005)
- Lego Star Wars II: The Original Trilogy (2006)
- Lego Star Wars: The Complete Saga (2007)
- Lego Star Wars III: The Clone Wars (2011)
- Lego Star Wars: The Force Awakens (2016)
- Lego Star Wars: The Skywalker Saga (2022)

## Svět Star Wars

### Světy
Přehled planet a měsíců v předaleké galaxii, seřazeno podle prvního výskytu v chronologii podle děje:
| Světy              | Obyvatelé                                                   | Povrch                                                       | Oblast          | Sektor            | Soustava     |
| ------------------ | ----------------------------------------------------------- | ------------------------------------------------------------ | --------------- | ----------------- | ------------ |
| Naboo              | Gungani, lidé                                               | Jezera, lesy, stepi                                          | Střední okraj   | Chommell          | Naboo        |
| Tatooine           | Lidé, Huttové, Tuskeni, Jawové                              | Pouště, hory                                                 | Vnější okraj    | Arkanis           | Tatoo        |
| Coruscant          | Všechny rasy                                                | Povrch tvořen pouze městem                                   | Světy jádra     | Corusca           | Coruscant    |
| Kamino             | Kamionané                                                   | Oceán                                                        | Divoký vesmír   | Abrion            | Kamino       |
| Geonosis           | Geonosiané                                                  | Pouště, hory                                                 | Vnější okraj    | Arkanis           | Geonosis     |
| Christophsis       | Lidé a Christophsiané                                       | Tyrkysový krystalický povrch, krystalické formace            | Vnější okraj    | Savareen          | Christoph    |
| Rodia              | Rodiané                                                     | Bažiny, ostrovy, jezera, oceán                               | Vnější okraj    | Savareen          | Tyrius       |
| Ryloth             | Twi'lekové                                                  | Pouště, štíhlé stolové hory, málo pralesů, údolí             | Vnější okraj    | Gaulus            | Ryloth       |
| Mustafar (měsíc)   | Mustafariané                                                | Kamenné hory, lávová jezera a řeky                           | Vnější okraj    | Atravis           | Mustafar     |
| Mandalore          | Mandaloriani                                                | Pouště, hory                                                 | Vnější okraj    | Mandalore         | Mandalore    |
| Alderaan           | Lidé                                                        | Stepi, hory, lesy, moře                                      | Světy jádra     | Alderan           | Alderan      |
| Mortis             | Otec, Syn, Dcera                                            | Pustiny, kamenné hory, louky                                 | Divoký vesmír   | Neznámý           | Chrelythiumn |
| Dathomir           | Zabrakové a jejich Dathomirský poddruh tvořený pouze ženami | Pralesy, bažiny, pouště, hory                                | Střední okraj   | QELII             | Dathomir     |
| Mon Cala           | Mon Calamariani, Quarreni                                   | Převážně oceány, ostrovy                                     | Vnější okraj    | Calamari          | Mon Cala     |
| Ilum               | Lidé                                                        | Polární pustina                                              | Neznámé oblasti | 7G                | Ilum         |
| Kessel             | Pykové, lidé, Twi'lekové, Wookiové a další druhy            | Pralesy, doly na koření                                      | Vnější okraj    | Kessel            | Kessel       |
| Kashyyyk           | Wookieové                                                   | Lesy s obrovskými stromy, jezera                             | Střední okraj   | Mataranor         | Kashyyyk     |
| Utapau             | Pau'ané, Utajci                                             | Pouště, stepi, obydlené závrty s jezery na dně               | Vnější okraj    | Tarabba           | Utapau       |
| Corellia           | Lidé a mnoho dalších druhů                                  | Lesy, pralesy, oceány, průmyslová města                      | Světy jádra     | Corellia          | Corellia     |
| Lothal             | Loth-vlci, Lidé a mnoho dalších druhů                       | Polosuché stepi, skalní útvary, hory, oceány                 | Vnější okraj    | Lothal            | Lothal       |
| Jedha              | Lidé, Anomidané, Lorrdiané a Vobatiové                      | Pouště, hory                                                 | Střední okraj   | Terrabe           | Jedha        |
| Scarif             | Lidé                                                        | Atoly, pláže, ostrovy, pralesy, oceány                       | Vnější okraj    | Abrion            | Scarif       |
| Yavin 4 (měsíc)    | Lidé (nepůvodně)                                            | Pralesy, bažiny                                              | Vnější okraj    | Gordianský kout   | Yavin        |
| Hoth               | Tautauni, Wampy (neinteligentní rasy)                       | Polární pustina, hory                                        | Vnější okraj    | Anoat             | Hoth         |
| Dagobah            | Tashové                                                     | Pralesy, bažiny, močály                                      | Vnější okraj    | Sluis             | Dagobah      |
| Bespin             | Lidé v Oblačném městě                                       | Plynný povrch                                                | Vnější okraj    | Anoat             | Bespin       |
| Endor (měsíc)      | Ewokové, Yuzzumové a další druhy                            | Lesy, stepi, hory, jezera                                    | Vnější okraj    | Moddell           | Endor        |
| Nevarro            | Lidé a další druhy                                          | Černé skály, ztuhlá lávová pole, lávové řeky, místy vegetace | Vnější okraj    | Delicron          | Nevarro      |
| Peridea            | Dathomirci, Noti, lidé                                      | Skály, hory, stepi, jezera                                   | Jiná galaxie    | Neznámý           | Neznámý      |
| Jakku              | Teedové, Uthuthmaové, lidé a další druhy                    | Pouště                                                       | Vnitřní okraj   | Tashtor           | Jakku        |
| Takodana           | Artiodaci, lidé a další druhy                               | Lesy, jezera, pláně, moře                                    | Střední okraj   | Tashtor           | Takodana     |
| D'Qar              | Lidé a další druhy                                          | Pralesy, pláně, lesy                                         | Vnější okraj    | Sanbra            | Ileenium     |
| Ach-To             | Lanai, lidé                                                 | Oceán, malé skalnaté ostrovy                                 | Neznámé oblasti | Neznámý           | Ach-To       |
| Cantonica          | Lidé a mnoho dalších druhů                                  | Pouště, louky, hory, jezera                                  | Vnější okraj    | Corporátní sektor | Cantonica    |
| Crait              | Neobydlený                                                  | Solné pláně, červené krystaly, hory, velmi slaná moře        | Vnější okraj    | Koncové sektory   | Crait        |
| Ajan Kloss (měsíc) | Lidé a další druhy                                          | Pralesy, útesy, údolí, jeskyně, oceány                       | Vnější okraj    | Cademimu          | Neznámý      |
| Pasaana            | Aki-Aki                                                     | Pouště, hory                                                 | Expanzní region | Cademimu          | Neznámý      |
| Kijimi             | Lidé, Anzellané, Boosodiané, Melittoňané                    | Hory                                                         | Střední okraj   | Bryx              | Kijimi       |
| Exegol             | Lidé, Symeongové                                            | Černá kamenná rovná pláň                                     | Neznámé oblasti | Neznámý           | Exegol       |

### Rasy
| Rasa                   | Domovská planeta | Obydlí        | Velikost v dospělosti | Vzhled                                                                                                | Technologie                | Poznámka                                                       |
| ---------------------- | ---------------- | ------------- | --------------------- | --- | -------------------------- | -------------------------------------------------------------- |
| Wookieové              | Kashyyyk         | Na stromech   | 2,5 m                 | Velcí humanoidi vypadající jako medvědi                                                               |                            |                                                                |
| Gungani                | Naboo            | Na dně oceánů | 1,9 m                 | Obojživelníci                                                                                         | Velice vyspělá             |                                                                |
| Tuskeni (píseční lidé) | Tatooine         | V horách      | 1,8 m                 | Vysocí humanoidní válečníci                                                                           |                            |                                                                |
| Neimodiánci            | Neimodia         |               | 2 m                   | Humanoidi. Zeleno-modré zbarvení kůže. Tvář bez nosu. Oči jsou rozděleny víčky v horizontálním směru. | Vyspělí, dobří obchodníci. | Inteligentní rasa. Po dlouhá staletí v čele Obchodní federace. |
| Ewoci                  | Endor            | V lesích      | 1 m                   | Malí humanoidi                                                                                        |                            |                                                                |